# VHS (album X Ambassadors)
VHS – pierwszy album studyjny amerykańskiego zespołu rockowego X Ambassadors, wydany 30 czerwca 2015 roku. W 2016 została wydana rozszerzona edycja albumu zatytułowana VHS 2.0.
W Polsce album uzyskał status złotej płyty.

## Lista utworów
Uwagę na albumie zwracają utwory "Renegades", "Unsteady", "Hang On", "Gorgeous", "Fear", "Nervous", "Low Life", "B.I.G.", "Superpower", "Jungle" i "Collider".
1. "Y2K Time Capsule" - 0:31
2. "Renegades" - 3:15
3. "Moving Day" (Interlude) - 0:19
4. "Unsteady" - 3:13
5. "Hang On" - 3:00
6. "Gorgeous" - 3:17
7. "First Show" (Interlude) - 0:11
8. "Fear" (feat. Imagine Dragons) - 2:41
9. "Smoke" (Interlude) - 0:24
10. "Nervous" - 3:33
11. "Low Life" (feat. Jamie N Commons) - 4:40
12. "Adam & Noah's Priorities" (Interlude) - 0:27
13. "B.I.G." - 3:29
14. "Feather" - 3:17
15. "Superpower" - 3:12
16. "Loveless" - 3:19
17. "Jungle" (feat. Jamie N Commons) - 3:09
18. "Good News on the Remix" (Interlude) - 0:51
19. "Naked" - 3:21
20. "VHS Outro" - 1:25

Target Edition
1. "Skin" - 4:26
2. "Heist" - 3:34

VHS 2.0
1. "Renegades" - 3:15
2. "Unsteady" - 3:13
3. "Hang On" - 3:00
4. "Gorgeous" - 3:17
5. "Fear" (feat. Imagine Dragons) - 2:41
6. "Nervous" - 3:33
7. "Low Life" (feat. Jamie N Commons) - 4:40
8. "B.I.G." - 3:29
9. "Feather" - 3:17
10. "Superpower" - 3:12
11. "Loveless" - 3:19
12. "Jungle" (feat. Jamie N Commons) - 3:09
13. "Naked" - 3:21
14. "Low Life 2.0" (feat. Jamie N Commons & A$AP Ferg) - 3:26
15. "Kerosene Dreams" - 3:53
16. "Collider" (X Ambassadors & Tom Morello) - 3:18
17. "Gorgeous" (Live - Upstate Sessions) - 3:44
18. "Eye of the Storm" - 3:46

## Twórcy albumu

### X Ambassadors
- Sam Harris - wokale główne, gitara elektryczna, saksofon, gitara akustyczna, gitara basowa
- Casey Harris - syntezator, chórki, pianino
- Noah Feldshuh - gitara elektryczna, gitara basowa, chórki
- Adam Levin - perkusja

### Pozostali twórcy
- Dan Reynolds - wokale wspierające ("Fear")
- Ben McKee - gitara basowa ("Fear")
- Jamie N Commons - gitara elektryczna, wokal wspierający ("Low Life", "Jungle")